# Brzozowo-Panki
Brzozowo-Panki – wieś w Polsce położona w województwie podlaskim, w powiecie białostockim, w gminie Poświętne.
Zaścianek szlachecki Panki należący do okolicy zaściankowej Brzozowo położony był w drugiej połowie XVII wieku w powiecie suraskim ziemi bielskiej województwa podlaskiego.